# Едмънд Хаполд
Едмънд Хаполд (на английски: Edmund Happold) е британски строителен инженер, основател на „Бюро Хаполд“.
Първоначално Хаполд учи геология в Лийдския университет, но през 1957 получава бакалавърска стерен по строително инженерство. След дипломирането си за кратко работи в бюрото на Алвар Аалто, след което постъпва в Аруп по препоръка на архитекта Базил Спенс. Там той работи по някои известни сгради, като Операта в Сидни и Центъра „Жорж Помпиду“. В сътрудничество с Фрай Ото създава лаборатория за изследване на окачени конструкции.
През 1976 Едмънд Хаполд напуска Аруп и става преподавател по архитектура и инженерно проектиране в Батския университет. Заедно със седем свои колеги основава компанията „Бюро Хаполд“, която се специализира в проектирането на леки конструкции.